# Pierre-André Vincent
Pierre-André Vincent, né le 8 novembre 1949 à Lausanne, est un flûtiste et compositeur vaudois.

## Biographie
Pierre-André Vincent étudie la flûte traversière dans la classe de Françoise Moret au Conservatoire de Lausanne. Il étudie également les branches théoriques avec Andor Kovach et Marie-Louise Sérieyx-Bouët, elle-même élève d'Émile Jaques-Dalcroze. Il a la chance de participer aux dernières master class données par le français Marcel Moyse et assiste également à celles du flûtiste allemand Hans-Jürg Möring. Il complète cette formation par des leçons de piano avec Jean Perrin qui influence son approche des musiques contemporaines. Il obtient, en 1980, le diplôme de la Société suisse de pédagogie musicale (SSPM).
En tant qu'instrumentiste, Pierre-André Vincent s'est orienté dès 1969 vers la musique contemporaine en participant au Groupe de musique contemporaine du Conservatoire de Lausanne, et se lie avec le pianiste et compositeur suisse Rainer Boesch. Avec Henri-Louis Matter et d'autres instrumentistes, il fonde le groupe d'improvisation de l'Ensemble lausannois de musiques artisanales (ELMA).
Pierre-André Vincent commence également, en 1968, une carrière de compositeur. Ses pièces mettent souvent la flûte au premier plan et le langage du compositeur est influencé par la tonalité élargie mais aussi par les caractéristiques du langage contemporain comme les procédés répétitifs; soucieux de rester accessible, le compositeur privilégie la ligne mélodique. Parmi ses œuvres on peut citer Musik für die Seele I pour flûte basse, deux duos pour flûte et flûte en sol, un trio pour deux flûtes et alto ainsi que Le Rêve de Cervantès, œuvre dédiée à Pierre Joost, décédé en 2002 et à son orchestre à cordes, l'ensemble Da Chiesa. Plusieurs de ses œuvres sont inscrites au répertoire d'ensembles reconnus ou résultent de commandes, comme Durée III pour douze flûtes traversières, au répertoire de l'actuel Intercity Flute Players de Berne, ensemble professionnel de flûtistes suisses. Pierre-André Vincent a également composé pour les cinquante ans de l'École sociale de musique de la ville de Lausanne, en 1998, Le Petit Prince du château en planches, opéra pour enfants d'après un conte hongrois. Il compose également, à la demande de Robert Ischer, Il était une fois... un, deux, trois, spectacle musical pour de jeunes musiciens, comédiens et choristes, créé en 2009 à Vevey. Il est membre de la Suisa depuis 1989.
Enfin, Pierre-André Vincent se consacre également à l'enseignement de la flûte : il enseigne à partir de 1972 à l'Institut de Ribaupierre de Lausanne et, depuis 1980, à l'École sociale de musique de la Ville de Lausanne. Pierre-André Vincent a fait don de l'ensemble de son œuvre, soit une quarantaine de compositions essentiellement manuscrites, aux Archives de la Bibliothèque cantonale et universitaire - Lausanne.

## Sources
- « Pierre-André Vincent », sur la base de données des personnalités vaudoises sur la plateforme « Patrinum » de la Bibliothèque cantonale et universitaire de Lausanne.
- 24 Heures, 1988/12/5